# MAN Lion’s City M
MAN Lion’s City M – seria niskopodłogowych autobusów miejskich z rodziny MAN Lion’s City, produkowany przez niemieckie przedsiębiorstwo MAN w Sadach koło Poznania.